# 절대 공간과 시간
절대 공간과 시간(영어: absolute space and time)은 물리학과 철학에서 우주의 속성에 대한 개념이다. 물리학에서 절대 공간과 시간은 선호되는 틀(preferred frame)일 수 있다.
절대공간(絶對空間)은 물질의 존재와는 무관하게 존재하는 공간을 말한다.
아이작 뉴턴이 개념화한 것으로 물체와 독립적으로 존재하는 실체 및 그 실체들 사이의 공간적 관계이므로 무한, 불변, 3차원의 "상자"라고 볼 수 있다. 뉴턴은 양동이 실험을 통해 절대공간의 존재를 입증하고자 했다. 그러나 에른스트 마하에 의해 이 주장은 논박당했다. 이후 현대 물리학에서는 절대공간의 존재를 인정하지 않고 있다.

## 다른 견해

축을 중심으로 공전하는 두 개의 구. 구는 서로에 미치는 영향을 무시할 만큼 충분히 떨어져 있으며, 로프로 고정되어 있다. 로프가 긴장되어 있다면, 그것은 뉴턴에 따르면 물체가 절대 공간에 대해 회전하고 있기 때문이거나, 마흐에 따르면 우주 자체에 대해 회전하고 있기 때문이거나, 일반 상대성 이론에 따르면 국소 지름길에 대해 회전하고 있기 때문이다.

역사적으로 절대 공간과 시간의 개념에 대한 다양한 견해가 있었다. 고트프리트 라이프니츠는 공간은 신체의 상대적 위치로만 의미가 있고 시간은 신체의 상대적 운동으로만 의미가 있다고 생각했다.

## 특수 상대성 이론
특수 상대성 이론이 등장하기 전까지 물리 이론에서 공간과 시간의 개념은 별개였으며, 이 두 개념을 연결하고 둘 다 기준 프레임의 운동에 의존한다는 것을 보여주었다. 아인슈타인의 이론에서 절대 시간과 공간의 개념은 특수 상대성 이론의 시공간 개념과 일반 상대성 이론의 곡선 시공간(curved spacetime) 개념으로 대체되었다.
절대 동시성(absolute simultaneity)은 모든 기준 틀에서 합의된 방식으로 공간의 다른 위치에서 시간상의 사건이 동시에 일어나는 것을 말한다. 상대성 이론에는 동시성의 상대성이 있기 때문에 절대 시간 개념이 없다. 한 기준 틀에서 다른 사건과 동시에 일어나는 사건은 다른 기준 프레임에서 해당 사건의 과거나 미래에 있을 수 있다.:59 이는 절대 동시성을 부정한다.

## 절대운동
절대운동(絶對運動)은 다른 모든 좌표계(座標系)에 상대되는, 기준계(基準系)로서 측정·기술(記述)된 물체의 운동이다.
아이작 뉴턴이 개념화한 절대운동이란 절대공간 자체에 대한 운동이다.

## 절대공간과 절대속도
물리학적으로 절대공간과 절대속도의 개념은 서로 연관되어 있다 절대속도라는 개념은 절대공간이라는 가설 속에서 있기 때문이다.
절대공간을 수학적으로 바꿔서 (x,y,z) 관찰자의 시점에서 (x,y,z)는
```
   +-X => x² ,  +-Y => y² and  +-Z => z².
```

그래서 절대공간속 팔면체공간 +-X +- Y +- Z = 1는 관찰자공간에서 다음 식과 같은 구로 표현된다.
x² + y² + z² = 1.

## 같이 보기
- 코페르니쿠스 원리
- 관성 좌표계
- 에테르 (물리)
- 마흐의 원리
- 시간과 공간의 철학
- 시간 팽창
- 진공
- 기준 틀
- 회전하는 구체
- 일반 상대성 이론의 지름길